# Bron van Christelijke Geest
Bron van Christelijke Geest is de titel van de liturgieboekjes die al vanaf de jaren 30 van de 20e eeuw in gebruik zijn in de Rooms-Katholieke kerken in Nederland.
In de boekjes, waarvan elke week een aflevering verschijnt, staat de volledige liturgie van de desbetreffende zondag, alsook een aantal gezangen, gebeden en de tekst van de wekelijkse lezingen. Het geheel is sober geïllustreerd.
De volledige jaargangen van deze boekjes verschaffen een overzicht van de ontwikkeling van tientallen jaren katholicisme in Nederland.
De boekjes worden uitgegeven door Gooi en Sticht, dat tegenwoordig een onderdeel is van uitgeverij Kok in Kampen.